# Хопман куп
Хопман куп (енгл. Hopman Cup) је међународни екипни тениски турнир који се одржава сваке године у Перту у Аустралији крајем децембра или почетком јануара.
За разлику од Фед купа и Дејвис купа, ово је такмичење мешовитих парова. Сваку репрезентацију на Хопман купу представља један тенисер и једна тенисерка. Репрезентације играју мечеве тако да прво играју појединачно тенисери, тенисерке, а затим мешовити парови.
На такмичењу учествује осам репрезентација, које су подељене у две групе по четири. У свакој групи игра се свако са сваким а првопласиране екипе у групама играју финални меч за победника купа.
Такмичење је добило име по Херију Хопману (енгл. Harry Hopman) (1906—1985), аустралијском тенисеру и тренеру с којим је Аустралија освојила 15 титула победника Дејвис купа у периоду од 1938—1969. године.
Турнир се одржава у организацији ИТФ, тако да га ни АТП ни ВТА не рангирају, па се води као егзибициони турнир.
Први турнир одржан је 1989. године. Турнир се игра у дворани на тврдој подлози.

## Победници и резултати
| Година      | Датум одржавања                     | Победници                                    | Финалисти                                | Резултат |
| 1989-I      | 28. децембар 1988 – 1. јануар 1989. | Хелена Сукова Милослав Мечир                 | Хана Мандликова Пет Кеш                  | 2:0      |
| 1990-II     | 26. децембар 1989 – 1. јануар 1990. | Аранча Санчез Викарио Емилио Санчез          | Пем Шривер Џон Макенро                   | 2:1      |
| 1991-III    | 27. децембар 1990 – 4. јануар 1991. | Моника Селеш Горан Прпић                     | Зина Гарисон Џексон Дејвид Витон         | 3:0      |
| 1992-IV     | 27. децембар 1991 – 3. јануар 1992. | Мануела Малејева-Фрањијер Јакоб Хласек       | Хелена Сукова Карел Новачек              | 2:1      |
| 1993-V      | 2–8. јануар 1993.                   | Штефи Граф Михаел Штих                       | Аранча Санчез Викарио Емилио Санчез      | 2:1      |
| 1994-VI     | 31. децембар 1993 – 7. јануар 1994. | Јана Новотна Петр Корда                      | Анке Хубер Бернд Карбахер                | 2:1      |
| 1995-VII    | 31. децембар 1994 – 7. јануар 1995. | Анке Хубер Борис Бекер                       | Наталија Медведева Андреј Медведев       | 3:0      |
| 1996-VIII   | 31. децембар 1995 – 6. јануар 1996. | Ива Мајоли Горан Иванишевић                  | Мартина Хингис Марк Росе                 | 2:1      |
| 1997-IX     | 29. децембар 1996 – 4. јануар 1997. | Чанда Рубин Џастин Гимелстоб                 | Аманда Куцер Вејн Фереира                | 2:1      |
| 1998-X      | 4–10. јануар 1998.                  | Карина Хабшудова Карол Кучера                | Мери Пирс Седрик Пиолин                  | 2:1      |
| 1999-XI     | 2–9. јануар 1999.                   | Јелена Докић Марк Филипусис                  | Аса Карлсон Јонас Бјоркман               | 2:1      |
| 2000-XII    | 1–8. јануар 2000.                   | Аманда Куцер Вејн Фереира                    | Тамарин Танасугарн Парадорн Сричапан     | 3:0      |
| 2001-XIII   | 30. децембар 2000 – 6. јануар 2001. | Мартина Хингис Роџер Федерер                 | Моника Селеш Жан-Мајкл Гамбил            | 2:1      |
| 2002-XIV    | 29. децембар 2001 – 5. јануар 2002. | Аранча Санчез Викарио (2) Томи Робредо       | Моника Селеш (2) Жан-Мајкл Гамбил (2)    | 2:1      |
| 2003-XV     | 28. децембар 2002 – 4. јануар 2003. | Серена Вилијамс Џејмс Блејк                  | Алиша Молик Лејтон Хјуит                 | 3:0      |
| 2004-XVI    | 3–10. јануар 2004.                  | Линдси Давенпорт Џејмс Блејк (2)             | Данијела Хантухова Карол Кучера          | 2:1      |
| 2005-XVII   | 1–8. јануар 2005.                   | Данијела Хантухова Доминик Хрбати            | Жизела Дулко Гиљермо Корија              | 3:0      |
| 2006-XVIII  | 30. децембар 2005 – 6. јануар 2006. | Лиса Рејмонд Тејлор Дент                     | Михаела Крајчек Петер Веселс             | 2:1      |
| 2007-XIX    | 30. децембар 2006 – 5. јануар 2007. | Нађа Петрова Дмитриј Турсунов                | Анабел Медина Гаригес Томи Робредо       | 2:0      |
| 2008-XX     | 29. децембар 2007 – 4. јануар 2008. | Серена Вилијамс (2) Марди Фиш                | Јелена Јанковић Новак Ђоковић            | 2:1      |
| 2009-XXI    | 3–9. јануар 2009.                   | Доминика Цибулкова Доминик Хрбати (2)        | Динара Сафина Марат Сафин                | 2:0      |
| 2010-XXII   | 2–9. јануар 2010.                   | Марија Хосе Мартинез Санчез Томи Робредо (2) | Лора Робсон Енди Мари                    | 2:1      |
| 2011-XXIII  | 1–8. јануар 2011.                   | Бетани Матек Сандс Џон Изнер                 | Жистин Енен Рубен Бемелманс              | 2:1      |
| 2012-XXIV   | 31. децембар 2011 – 7. јануар 2012. | Петра Квитова Томаш Бердих                   | Марион Бартоли Ришар Гаске               | 2:0      |
| 2013-XXV    | 29. децембар 2012 – 5. јануар 2013. | Анабел Медина Гаригес Фернандо Вердаско      | Ана Ивановић Новак Ђоковић (2)           | 2:1      |
| 2014-XXVI   | 28. децембар 2013 – 4. јануар 2014. | Ализ Корне Жо-Вилфрид Цонга                  | Агњешка Радвањска Гжегож Панфил          | 2:1      |
| 2015-XXVII  | 4–10. јануар 2015.                  | Агњешка Радвањска Јежи Јанович               | Серена Вилијамс Џон Изнер                | 2:1      |
| 2016-XXVIII | 3–9. јануар 2016.                   | Дарја Гаврилова Ник Кириос                   | Елина Свитолина Александар Долгополов    | 2:0      |
| 2017-XXIX   | 1–7. јануар 2017.                   | Кристина Младеновић Ришар Гаске              | Коко Вандевеј Џек Сок                    | 2:1      |
| 2018-XXX    | 30. децембар 2017 – 6. јануар 2018. | Белинда Бенчич Роџер Федерер (2)             | Анџелик Кербер Александар Зверев         | 2:1      |
| 2019-XXXI   | 29. децембар 2018 – 5. јануар 2019. | Белинда Бенчич (2) Роџер Федерер (3)         | Анџелик Кербер (2) Александар Зверев (2) | 2:1      |

## Биланс успеха у Хопман купу
| Држава           | Победник                               | Финалиста                              |
| Сједињене Државе | 1997, 2003, 2004, 2006, 2008, 2011 (6) | 1990, 1991, 2001, 2002, 2015, 2017 (6) |
| Шпанија          | 1990, 2002, 2010, 2013 (4)             | 1993, 2007 (2)                         |
| Швајцарска       | 1992, 2001, 2018, 2019 (4)             | 1996 (1)                               |
| Словачка         | 1998, 2005, 2009 (3)                   | 2004 (1)                               |
| Немачка          | 1993, 1995 (2)                         | 1994, 2018, 2019 (3)                   |
| Аустралија       | 1999, 2016 (2)                         | 1989, 2003 (2)                         |
| Француска        | 2014, 2017 (2)                         | 1998, 2012 (2)                         |
| Чешка            | 1994, 2012 (2)                         | (0)                                    |
| Чехословачка     | 1989 (1)                               | 1992 (1)                               |
| Јужна Африка     | 2000 (1)                               | 1997 (1)                               |
| Русија           | 2007 (1)                               | 2009 (1)                               |
| Пољска           | 2015 (1)                               | 2014 (1)                               |
| СФРЈ             | 1991 (1)                               | (0)                                    |
| Хрватска         | 1996 (1)                               | (0)                                    |
| Србија           | (0)                                    | 2008, 2013 (2)                         |
| Украјина         | (0)                                    | 1995, 2016 (2)                         |
| Шведска          | (0)                                    | 1999 (1)                               |
| Тајланд          | (0)                                    | 2000 (1)                               |
| Аргентина        | (0)                                    | 2005 (1)                               |
| Холандија        | (0)                                    | 2006 (1)                               |
| Велика Британија | (0)                                    | 2010 (1)                               |
| Белгија          | (0)                                    | 2011 (1)                               |